# K-284 Akula
El K-284 Akula fue el barco líder de la clase Akula de submarinos soviéticos Proyecto 971 Щука-Б (Shchuka-B, 'Shchuka' que significa lucio, nombre de informe de la OTAN "Akula").
El submarino nuclear se inició el 6 de noviembre de 1983 y se puso en servicio en la Flota del Pacífico el 30 de diciembre de 1984. El submarino era entre 12 y 15 dB más silencioso que la generación anterior de submarinos soviéticos. El K-284 sirvió en la Armada soviética hasta la disolución de la Unión Soviética en 1991 y luego continuó sirviendo en la Armada rusa. El submarino fue dado de baja en 2001.

## Diseño
El Proyecto 971 tiene un diseño de doble casco. El cuerpo robusto está fabricado en acero aleado de alta calidad con σт = 1 GPa (10.000 kgf/cm²). Para simplificar la instalación del equipo, el barco se diseñó utilizando bloques zonales, lo que hizo posible transferir una cantidad significativa de trabajo desde las condiciones de hacinamiento de los compartimentos del submarino directamente al taller. Una vez finalizada la instalación, la unidad zonal se "enrolla" en el casco del barco y se conecta a los cables y tuberías principales de los sistemas del barco. Se utiliza un sistema de amortiguación de dos etapas: todos los mecanismos se colocan sobre cimientos amortiguados, además, cada unidad de zona está aislada del cuerpo por amortiguadores neumáticos de cuerda de goma. Además de reducir el nivel general de ruido de los submarinos nucleares, dicho esquema puede reducir el impacto de las explosiones submarinas en el equipo y la tripulación. El barco tiene una unidad de cola vertical desarrollada con una bola aerodinámica, en la que se encuentra la antena remolcada. También en el submarino hay dos propulsores reclinables y timones horizontales de proa retráctiles con flaps. Una característica del proyecto es la conexión acoplada sin problemas de la unidad de cola al casco. Esto se hace para reducir los remolinos hidrodinámicos que generan ruido.
El suministro de energía se lleva a cabo mediante una central nuclear. El barco líder, K-284 Akula, estaba equipado con un reactor nuclear refrigerado por agua a presión OK-650M.01. En pedidos posteriores, la AEU tiene mejoras menores. Algunas fuentes informan que los barcos posteriores están equipados con reactores OK-9VM. La potencia térmica del reactor es de 190 MW, la potencia del eje es de 50.000 litros. con. Dos motores eléctricos auxiliares en las columnas exteriores articuladas tienen una capacidad de 410 hp. con un generador diésel ASDG-1000.